# Joachim Rothmann
Joachim Juhl Rothmann (født 29. juni 2000) er en dansk fodboldspiller, der spiller for HB Køge.

## Klubkarriere
Rothmann spillede i Greve Fodbold, inden han i en alder af 12 år skifede til FC Nordsjælland.

### FC Nordsjælland
Rothmann var første gang en del af truppen ved en førsteholdskamp den 28. november 2018, da han sad på bænken i hele kampen mod Odense Boldklub i Superligaen. Debuten for FC Nordsjælland fik han den 5. december 2018, hvor han startede på bænken, inden han i det 55. minut blev skiftet i et 0-1-nederlag til Vendsyssel FF i DBU Pokalen 2018-19. Han fik sin debut i Superligaen fem dage senere mod AGF, da han spillede 17 minutter i en 1-0-sejr.
Den 9. januar 2019 skrev Rothmann under på sin første professionelle kontrakt, der bevirkede, at han fra sommeren 2019 var en permanent del af FC Nordsjællands førsteholdstrup.